# Hédi Saheb Ettabaâ
Hédi Saheb Ettabaâ, né le 12 juin 1917 à Tunis et décédé le 20 juillet 2010, est un footballeur tunisien.
Il évolue durant toute sa carrière au poste de défenseur au sein du Club africain. Il a occupé le poste de sous-préfet tout en continuant son activité sportive.

## Carrière
- 1926-1952 : Club africain (Tunisie)[2]

## Palmarès
- Champion de Tunisie d'athlétisme (200 mètres) : années 1940[1]
- Champion de Tunisie : 1947, 1948